# Bunbury (Île-du-Prince-Édouard)
Pour les articles homonymes, voir Bunbury.
Bunbury est une communauté dans le comté de Queens de l'Île-du-Prince-Édouard, au Canada, situé dans la ville de Stratford.
Après la fusion des régions environnantes, le nom de Bunbury fut changé à Stratford.